# Erica eustacei
Erica eustacei är en ljungväxtart som beskrevs av Harriet Margaret Louisa Bolus. Erica eustacei ingår i släktet klockljungssläktet, och familjen ljungväxter. Inga underarter finns listade i Catalogue of Life.